# 히든 헤드램프

마쓰다 323F의 헤드램프가 접혔을 때와 보일 때를 보여주는 두 이미지.

히든 헤드램프(영어: Hidden headlamps) 또는 팝업 헤드라이트(영어: pop-up headlights)는 일반적으로 플립-아이 헤드램프 또는 하이드어웨이 헤드라이트라고도 불리며, 자동차 조명의 한 형태이자 사용하지 않을 때 자동차의 전조등을 숨기는 자동차 디자인 특징이다.
디자인에 따라 헤드램프는 람보르기니 미우라나 포르쉐 928처럼 차량 전면과 평평하게 놓이도록 회전하는 하우징에 장착될 수도 있고, 1963-2004년 쉐보레 콜벳처럼 보닛 및 펜더 안으로 들어가거나, 1966-1970년 닷지 차저, 1970-1971년 머큐리 사이클론, 또는 1965년 뷰익 리비에라처럼 접히거나 회전하는 그릴 패널 뒤에 숨겨질 수도 있다.

## 역사

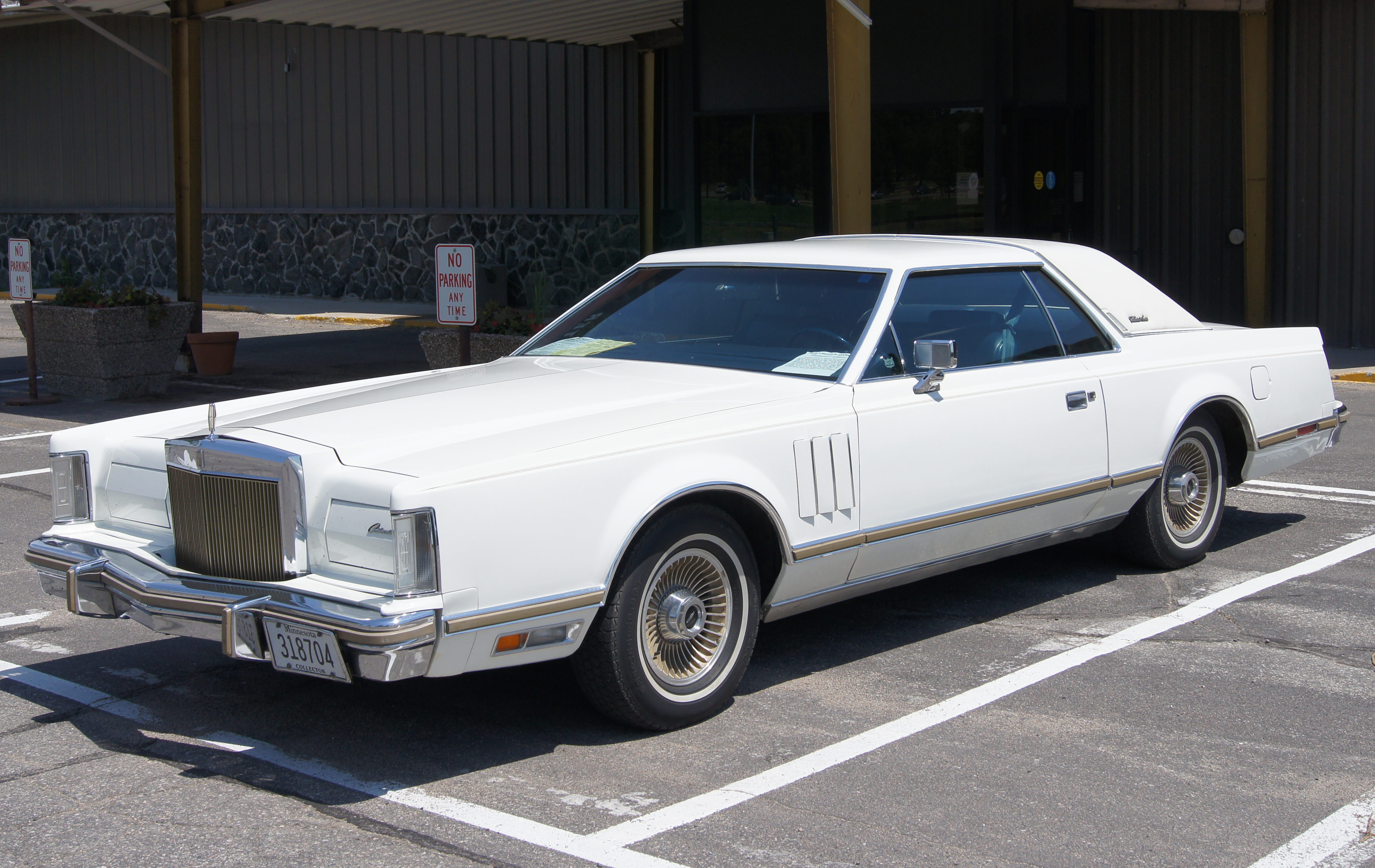
1979년 링컨 컨티넨탈 마크 V 컬렉터스 에디션, 헤드라이트 커버가 내려간 모습.

히든 헤드램프는 1935년 11월 뉴욕 오토쇼에서 코드 810에 처음 등장했으며 그 직후 1936년 알파 로메오 8C의 맞춤형 모델에도 적용되었다. 코드에서는 대시보드 양쪽에 있는 한 쌍의 크랭크를 손으로 돌려 필요할 때 헤드램프를 나오게 할 수 있었다. 전동식 히든 헤드램프는 1938년 GM의 컨셉트 카인 뷰익 Y-잡에 처음 등장했으며, 1951년 제너럴 모터스 르 사브르를 포함하여 그 후 몇 년 동안 컨셉트 카에 등장했다. 그러나 전동식 히든 헤드램프는 1962년 로터스 엘란이 출시될 때까지 양산차에 등장하지 않았다.
이 기능의 인기는 시간이 지나면서 부침을 겪었다. 히든 헤드램프는 1960년대 중반에서 후반에 다시 인기를 얻었는데, 처음에는 유럽에서, 특히 공기역학적인 헤드램프가 허용되지 않았던 미국에서 인기를 끌었다. 1970년대, 1980년대, 1990년대, 그리고 2000년대 초반까지 비교적 다양한 차량에 히든 헤드램프가 장착되었다. 이후의 법규는 히든 헤드램프가 점차적으로 인기를 잃게 만들었다.
과거에는 제조사들이 미국에서 헤드라이트 높이 규제를 피하기 위해 히든 헤드램프를 사용하는 경우가 많았다. 예를 들어, 1983년 토요타는 국내에서 토요타 스프린터 트레노로 알려진 AE86의 리트랙터블 헤드라이트 버전을 수출했는데, 이는 전자가 미국 규정을 충족할 만큼 더 높은 헤드램프 높이를 가졌기 때문이었다. 이는 차량의 차체 높이를 높일 필요성을 피하게 해 주었는데, 차체 높이를 높이면 핸들링에 영향을 미쳤을 것이다.

### 단종
미국 법은 이제 공기역학적인 헤드램프를 허용하고 있으며, 이에 비해 히든 헤드램프는 추가 비용, 무게, 복잡성뿐만 아니라 차량이 노후화됨에 따라 신뢰성 문제도 야기한다. 국제화된 ECE 자동차 안전 규정 또한 최근 보행자 보호 규정을 포함하여 차체 돌출부를 제한하고 있어, 규정을 준수하는 팝업 헤드램프를 설계하는 것이 더 어렵고 비싸졌다.
팝업 헤드램프가 양산차에 마지막으로 등장한 것은 2004년으로, 로터스 에스프리와 쉐보레 콜벳 (C5) 모두 생산이 종료되었다. 1990년 닛산 300ZX (Z32)의 것과 같은 프로젝터 빔 헤드램프와 더 효율적이고 밝은 LED 헤드램프의 개발은 사실상 히든 헤드램프의 필요성을 완전히 없앴다.
2004년 이후 히든 헤드램프는 양산차에서 거의 완전히 사라졌다. 그러나 히든 헤드램프는 전적으로 금지된 것이 아니므로, 오늘날 도로 주행 가능 차량에도 여전히 장착될 수 있으며 아레스 디자인 프로젝트1과 같은 차량이 그 예이다. 히든 헤드램프를 사용하는 몇 안 되는 현대 양산차 중 하나는 페라리 데이토나 SP3로, 헤드라이트의 일부를 덮는 리트랙터블 아이리드를 특징으로 한다. 또한, 마쓰다 아이코닉 SP와 같은 일부 현대 컨셉트카도 히든 헤드램프를 장착한 것으로 나타났다.

## 히든 헤드램프가 있는 다른 차량
대부분의 히든 헤드램프는 자동차에 장착되지만, 다른 유형의 차량에도 장착되었다. 여기에는 혼다 엘리트 150과 같은 오토바이, 페가소-오브라도르스와 같은 일부 코치, 게이세이 전철 AE100형 전동차와 같은 열차가 포함된다.
- 혼다 스페이시 125 스트라이커
- 페가소-오브라도르스 ST-350
- 게이세이 AE100 스카이라이너

## 갤러리

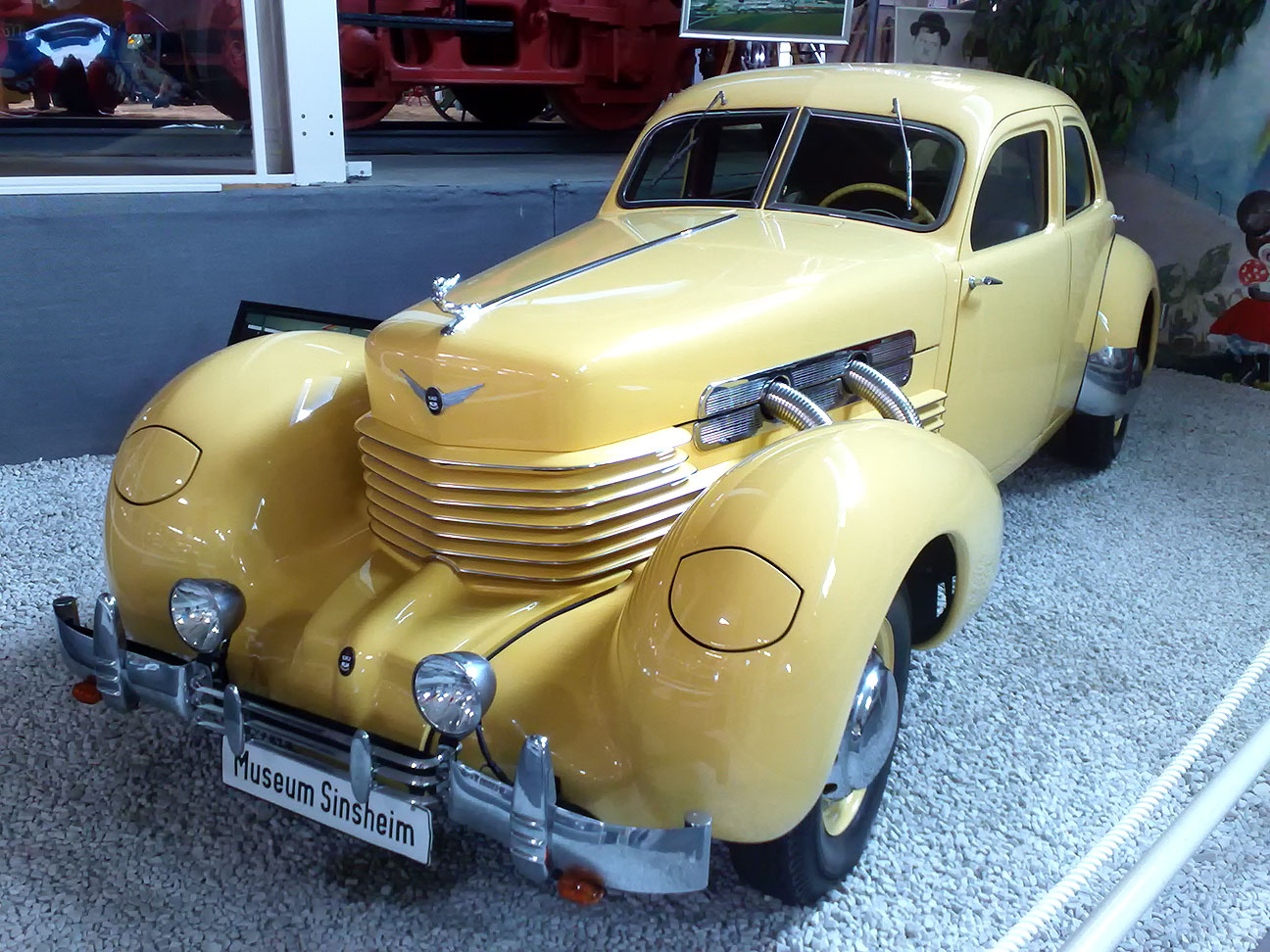
1937년식 코드 812
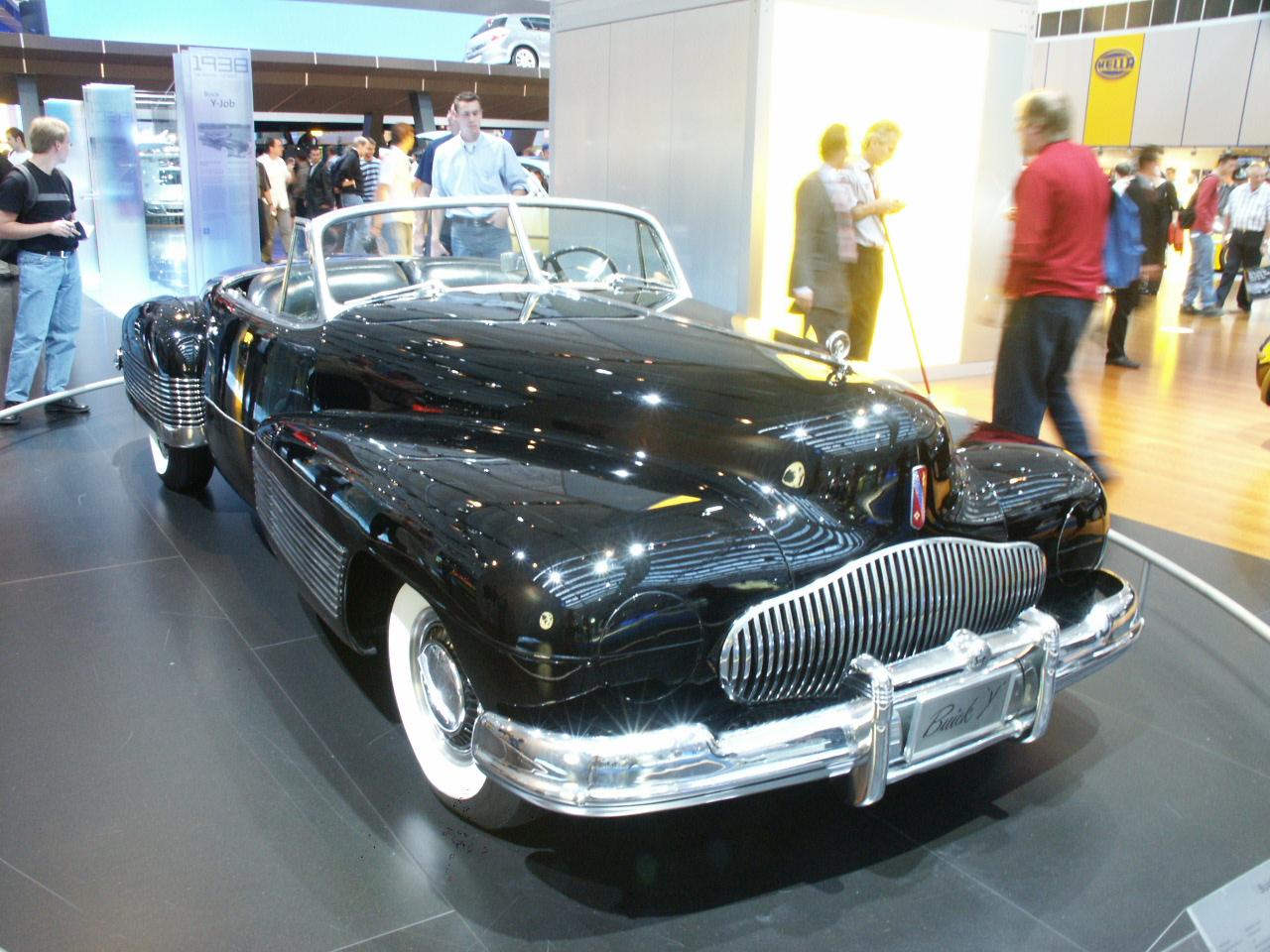
1938년식 뷰익 Y-잡
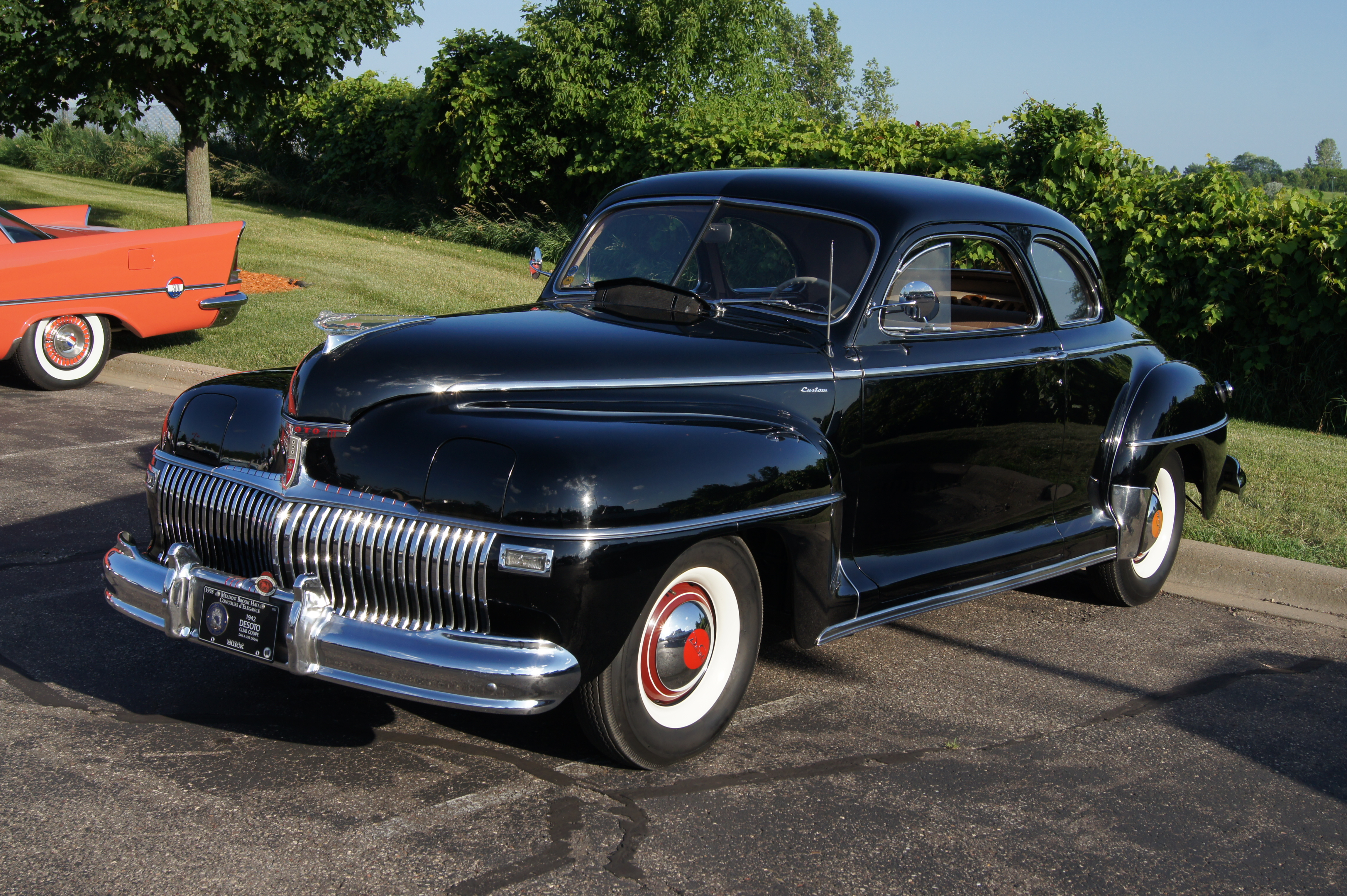
1942년식 데소토
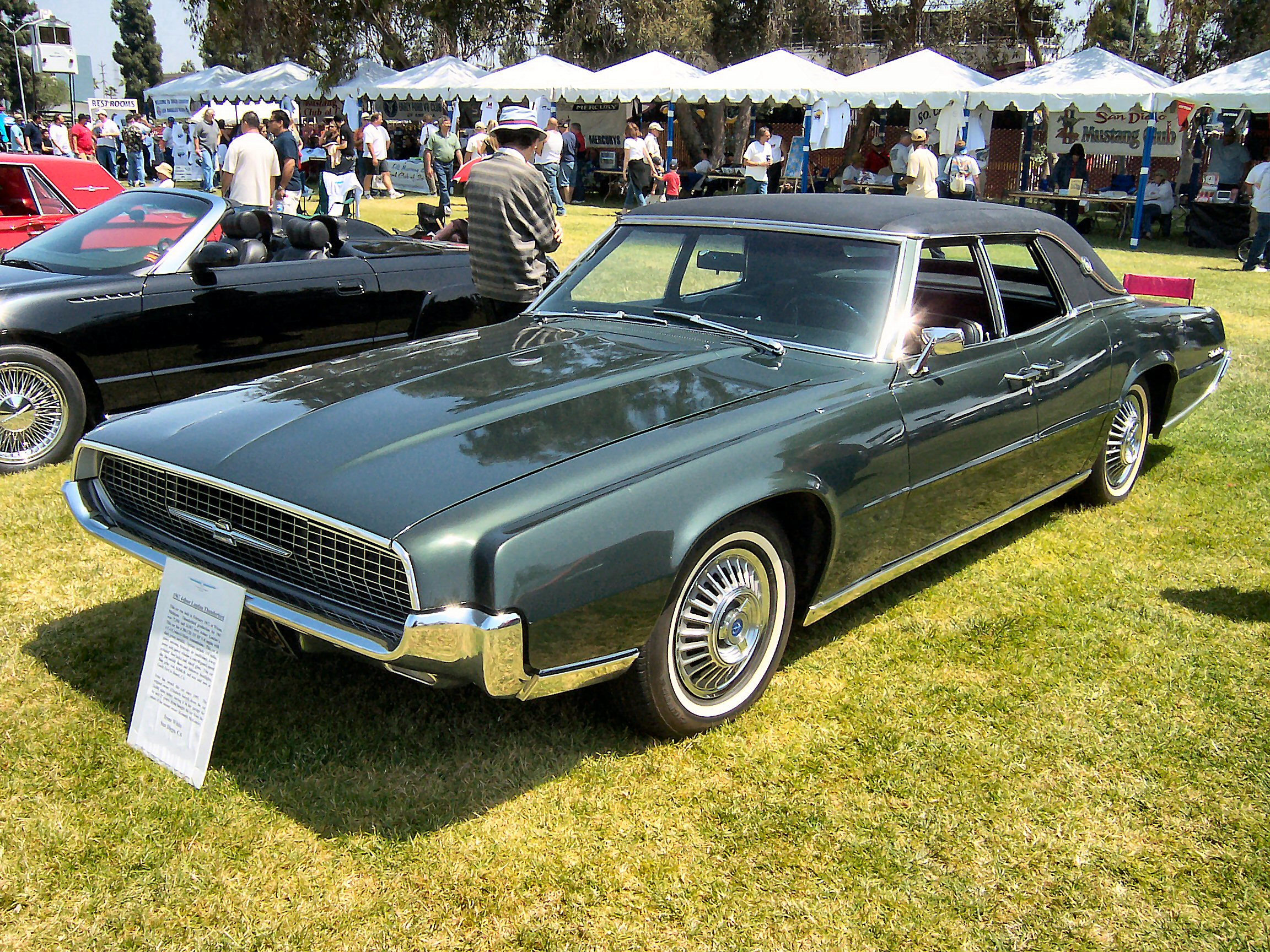
1967년식 포드 선더버드
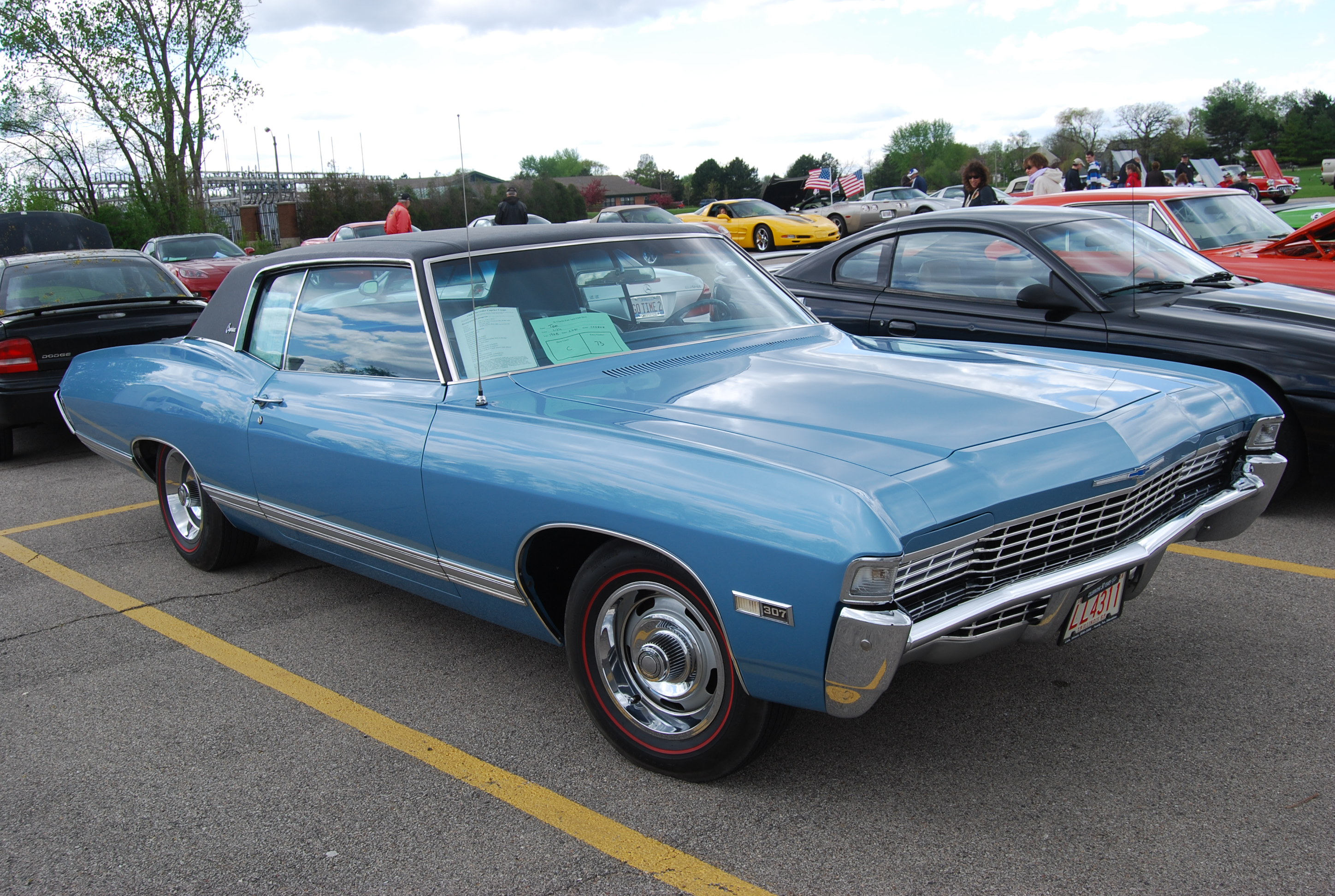
1968년식 쉐보레 카프리스 쿠페
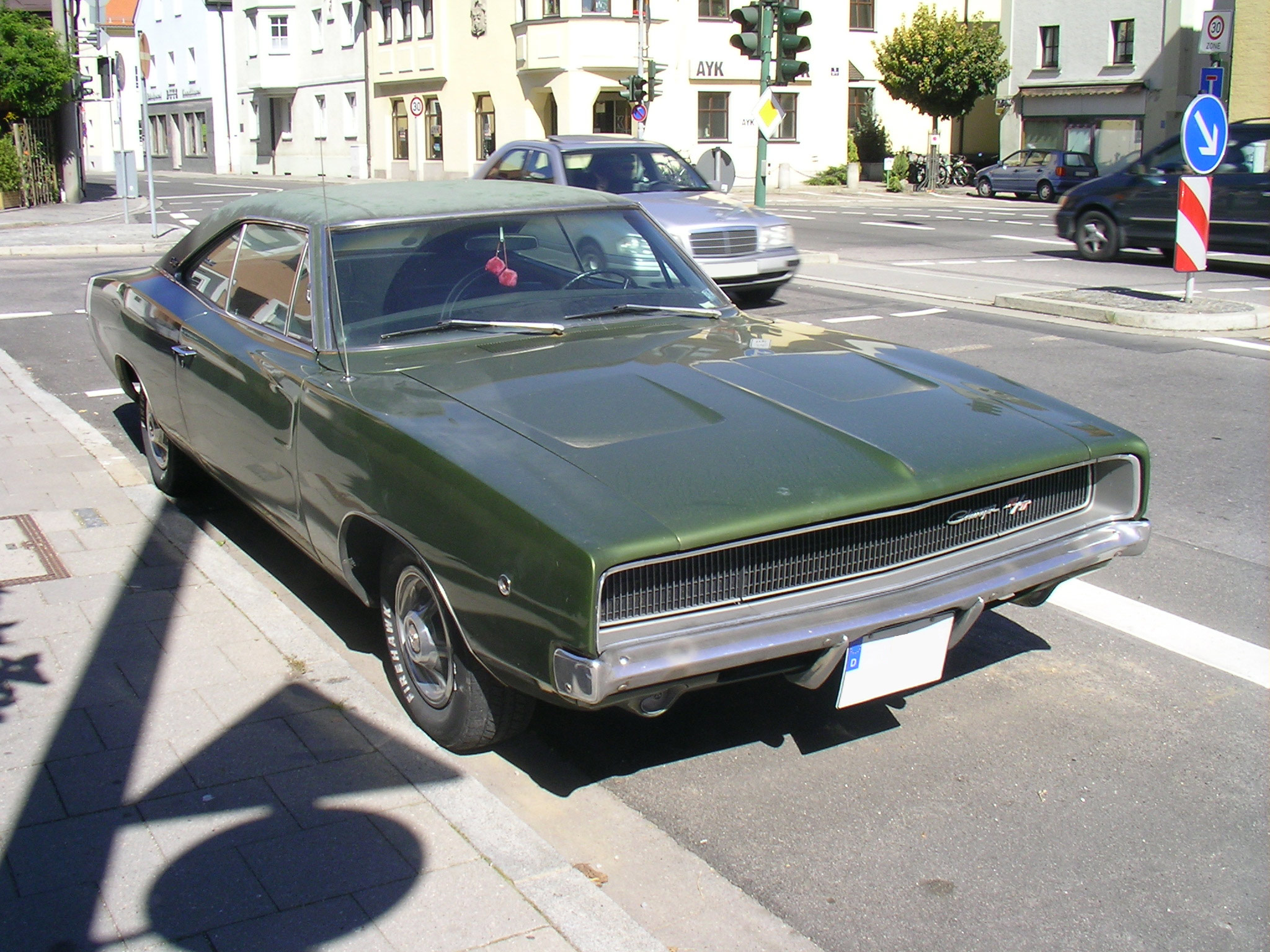
1968년식 닷지 차저 RT
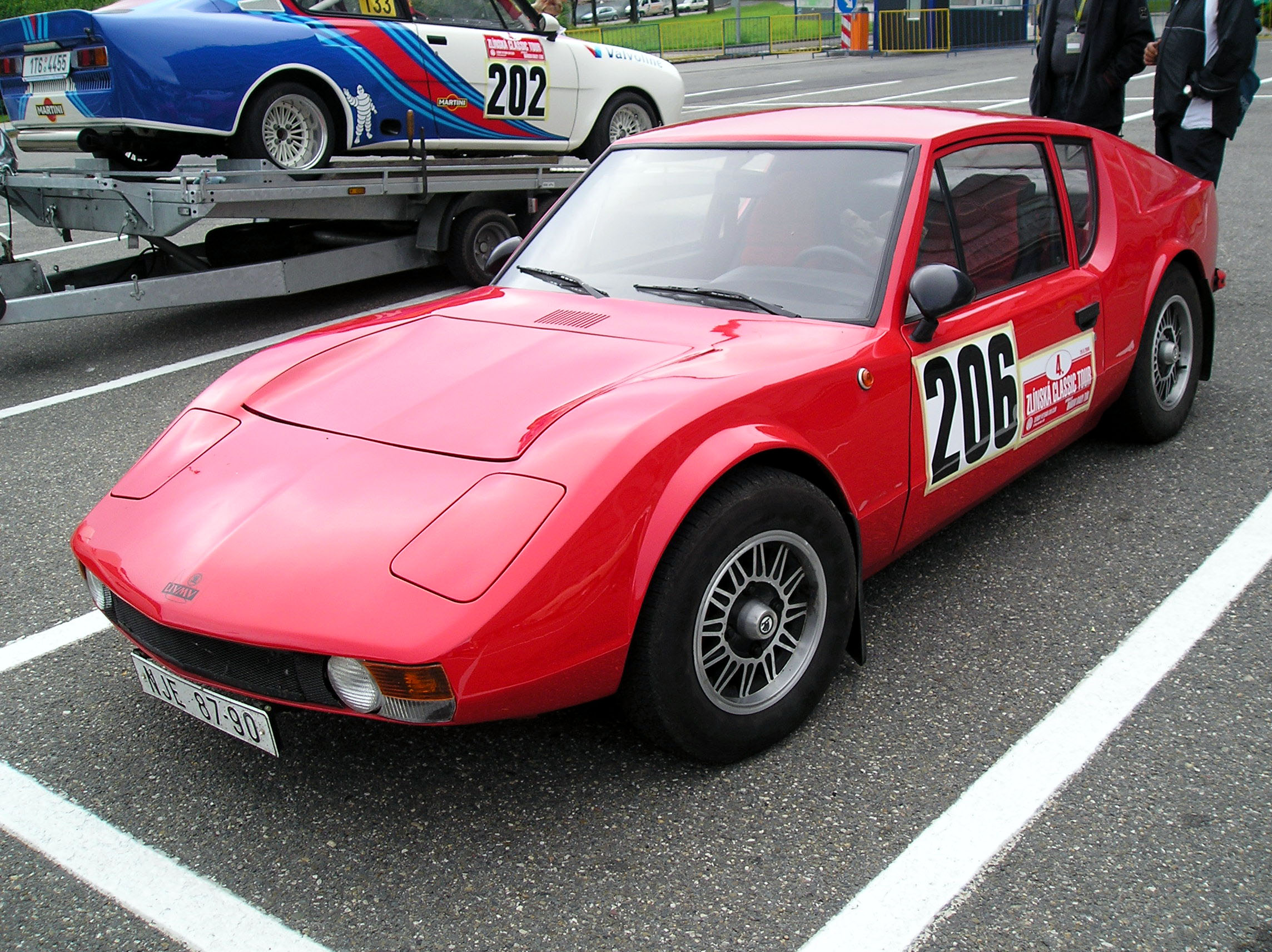
1970년식 스코다 1100 GT
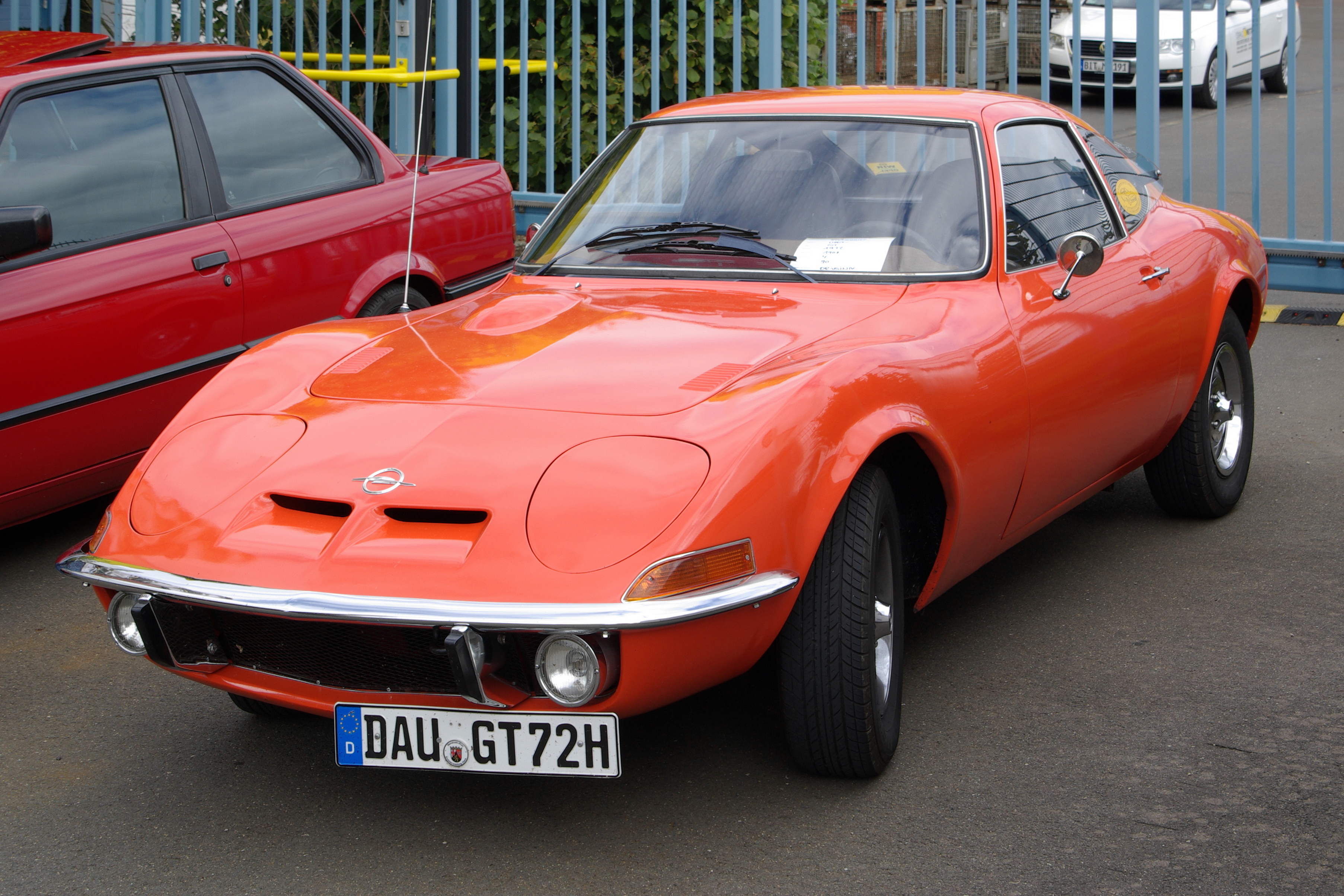
1972년식 오펠 GT
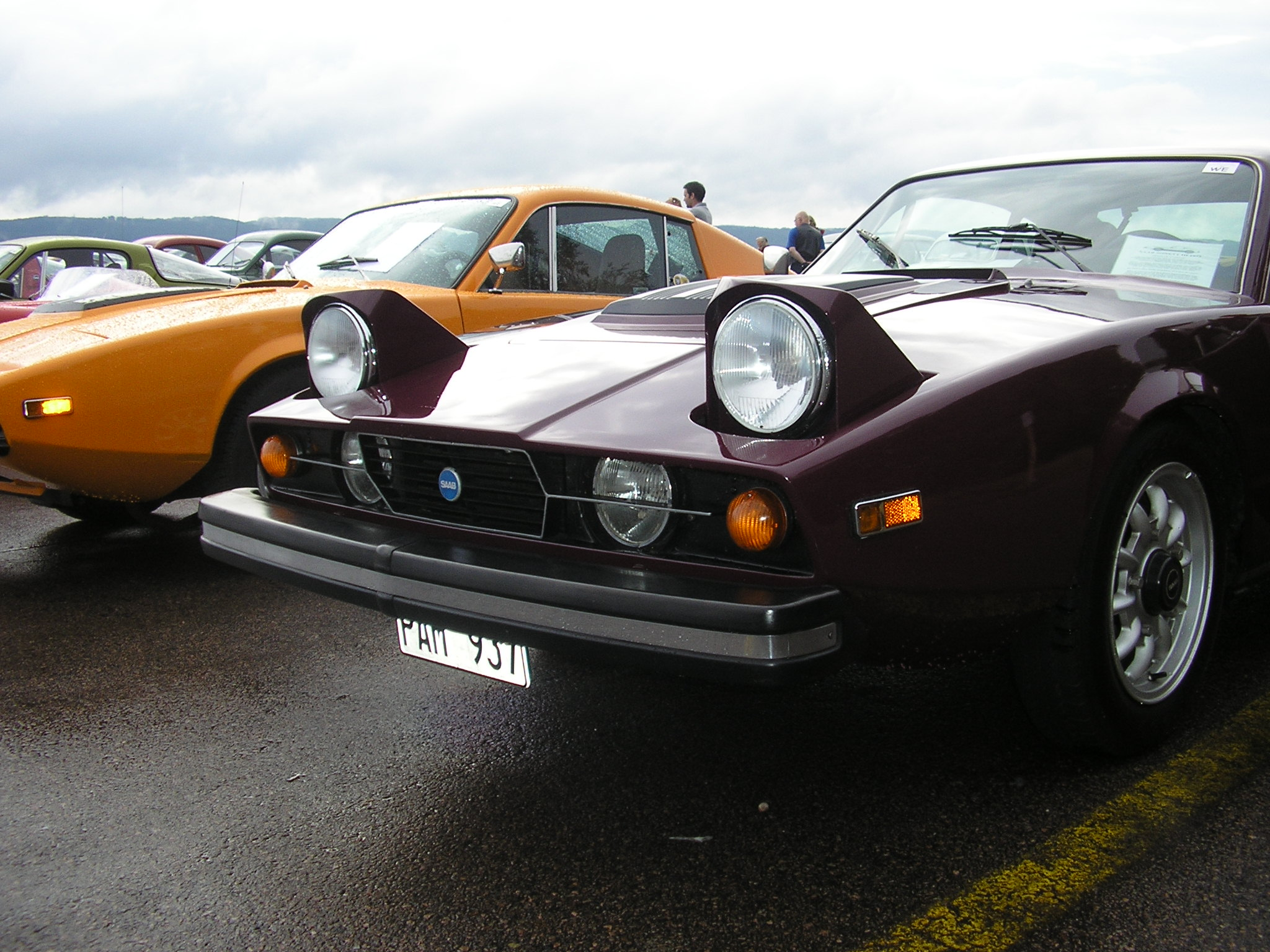
1973년식 샤브 소네트 III
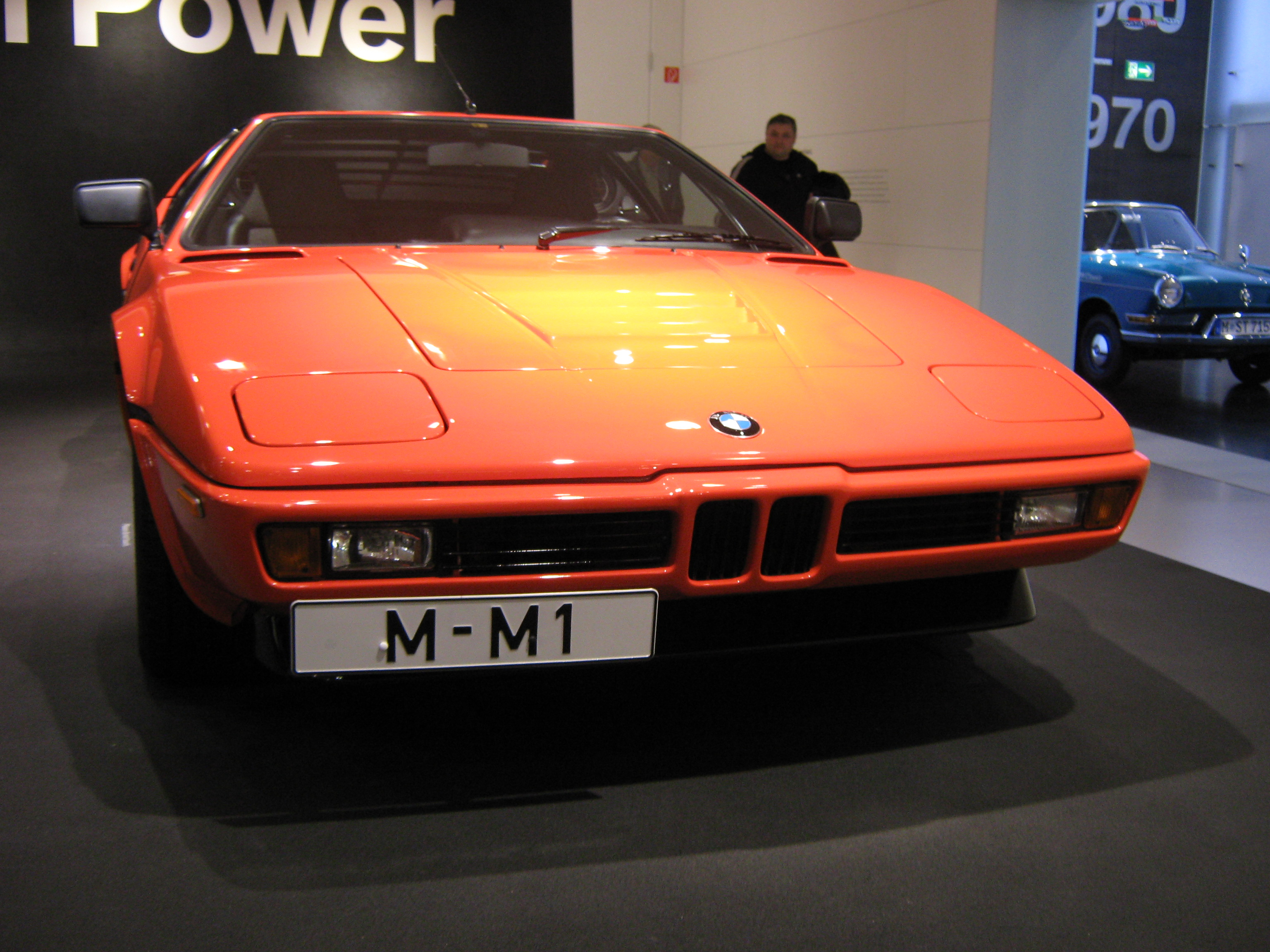
1978년식 BMW M1
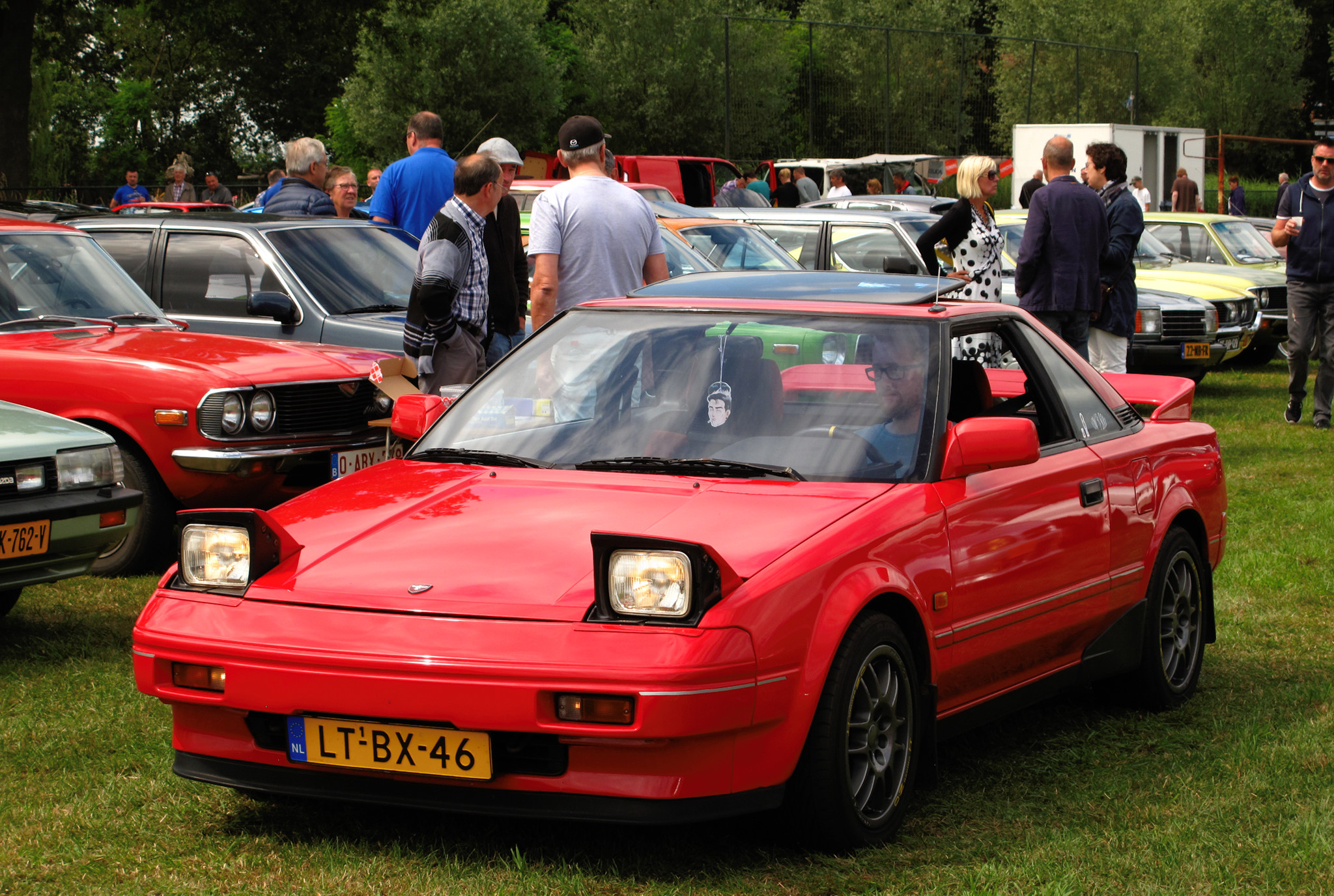
1986년식 토요타 MR2
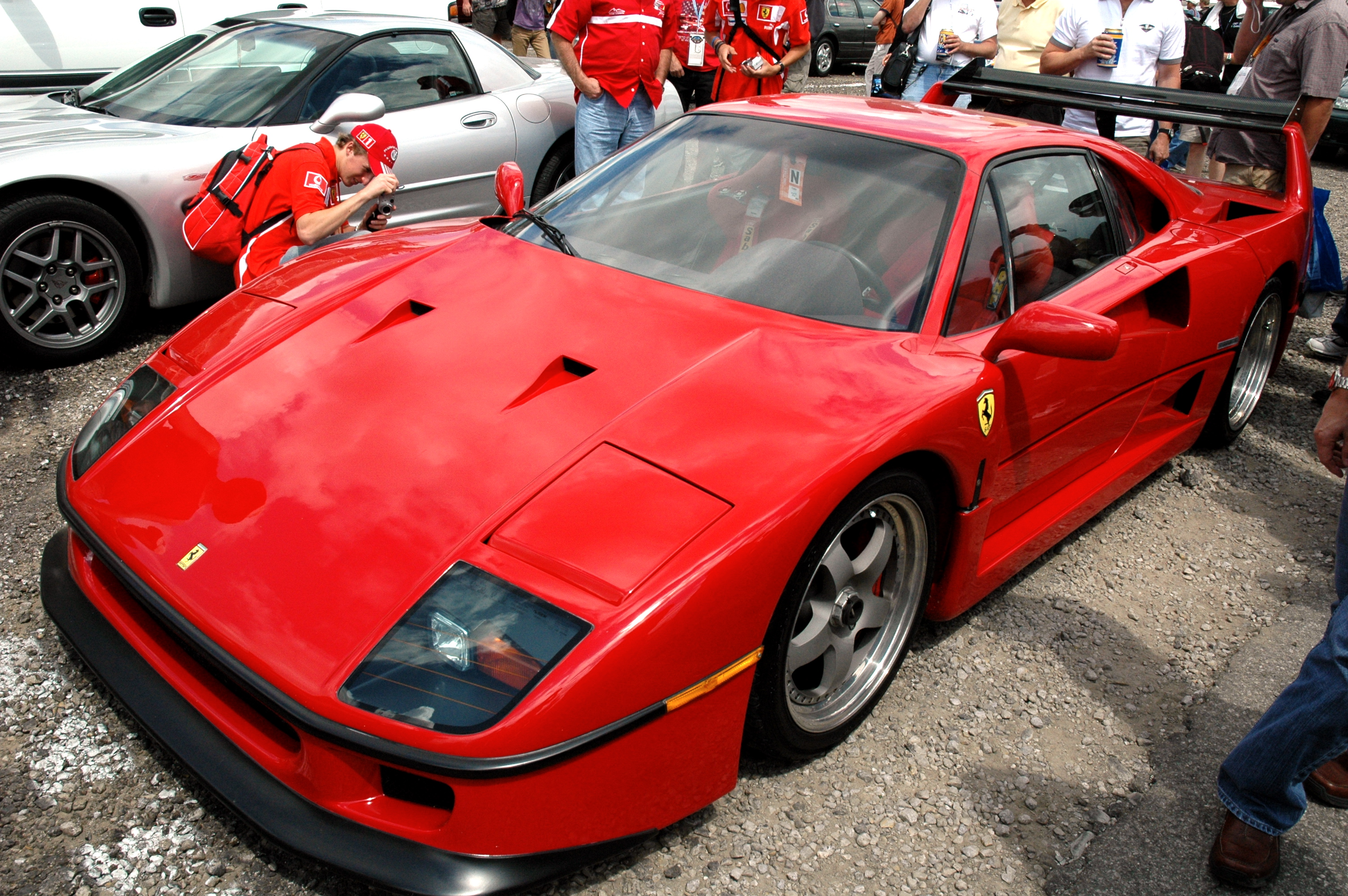
1987년식 페라리 F40
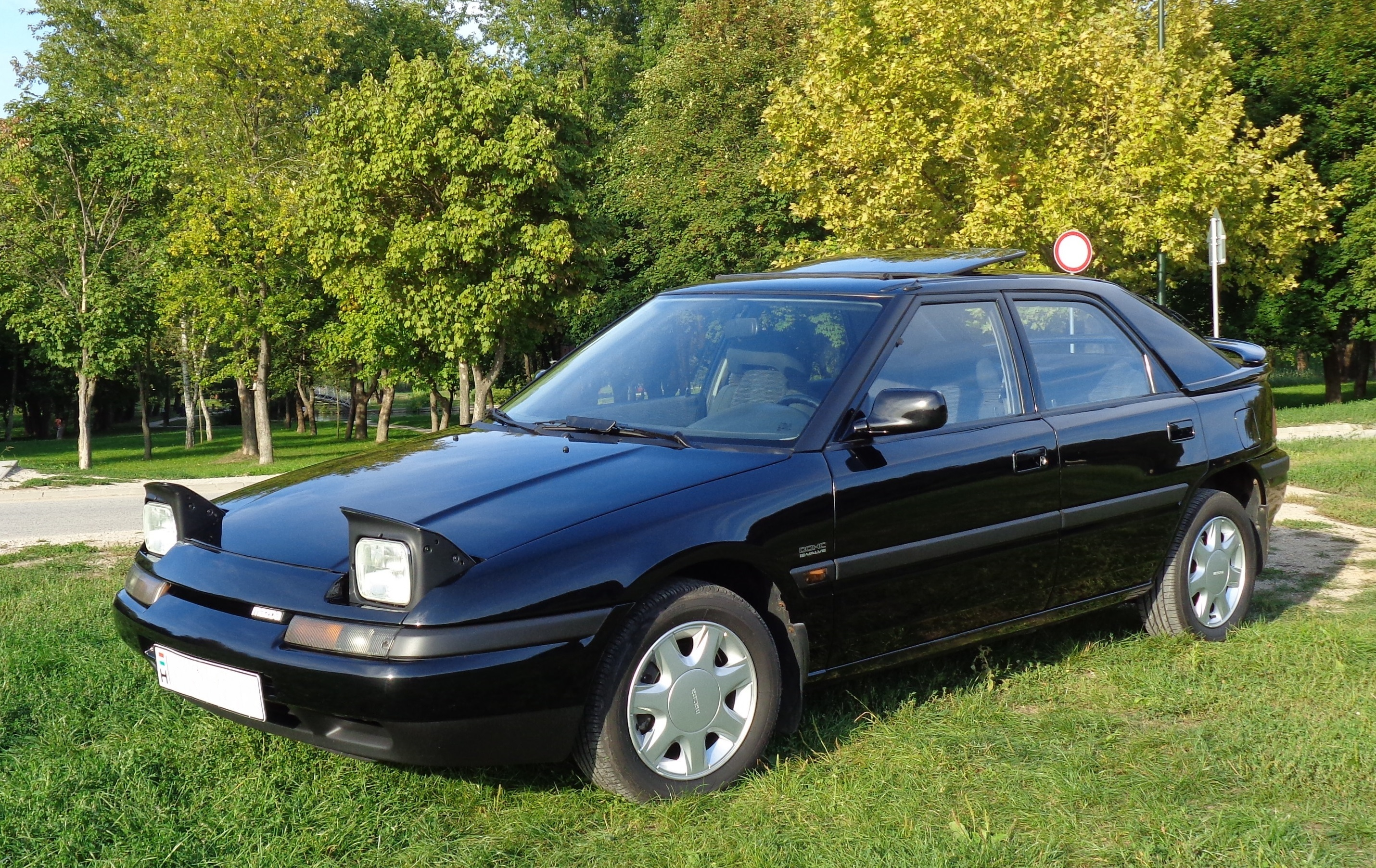
1989년식 마쓰다 323F
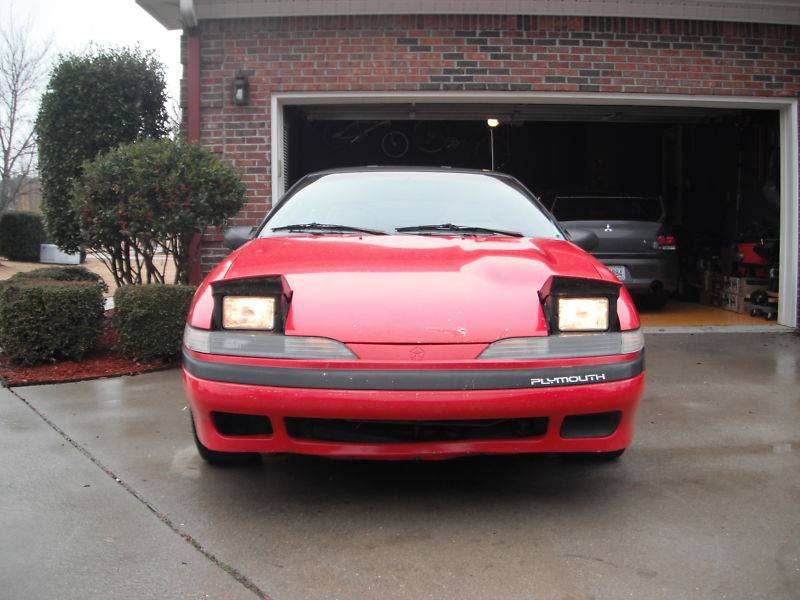
1990년식 플리머스 레이저
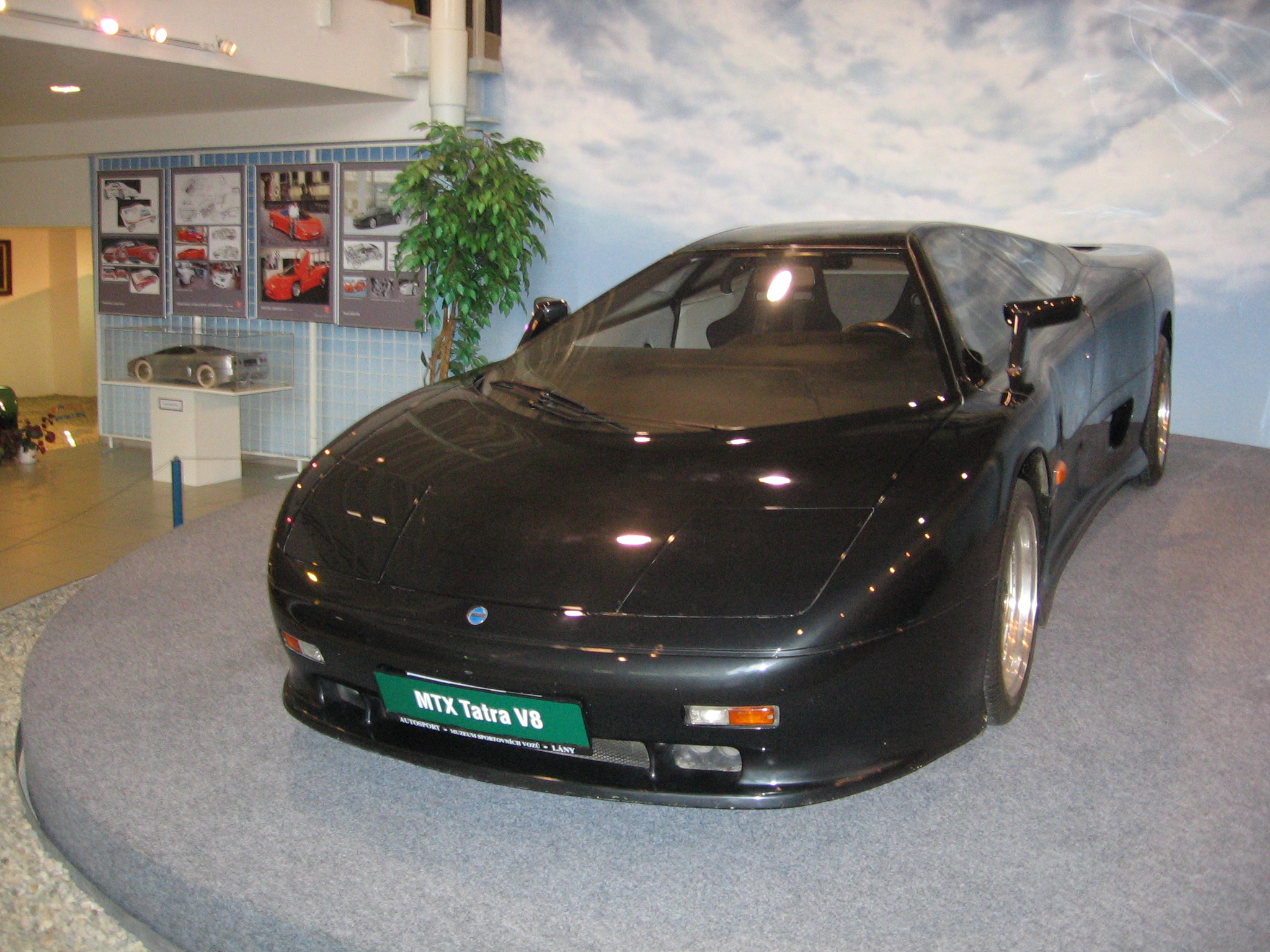
1991년식 타트라 MTX V8
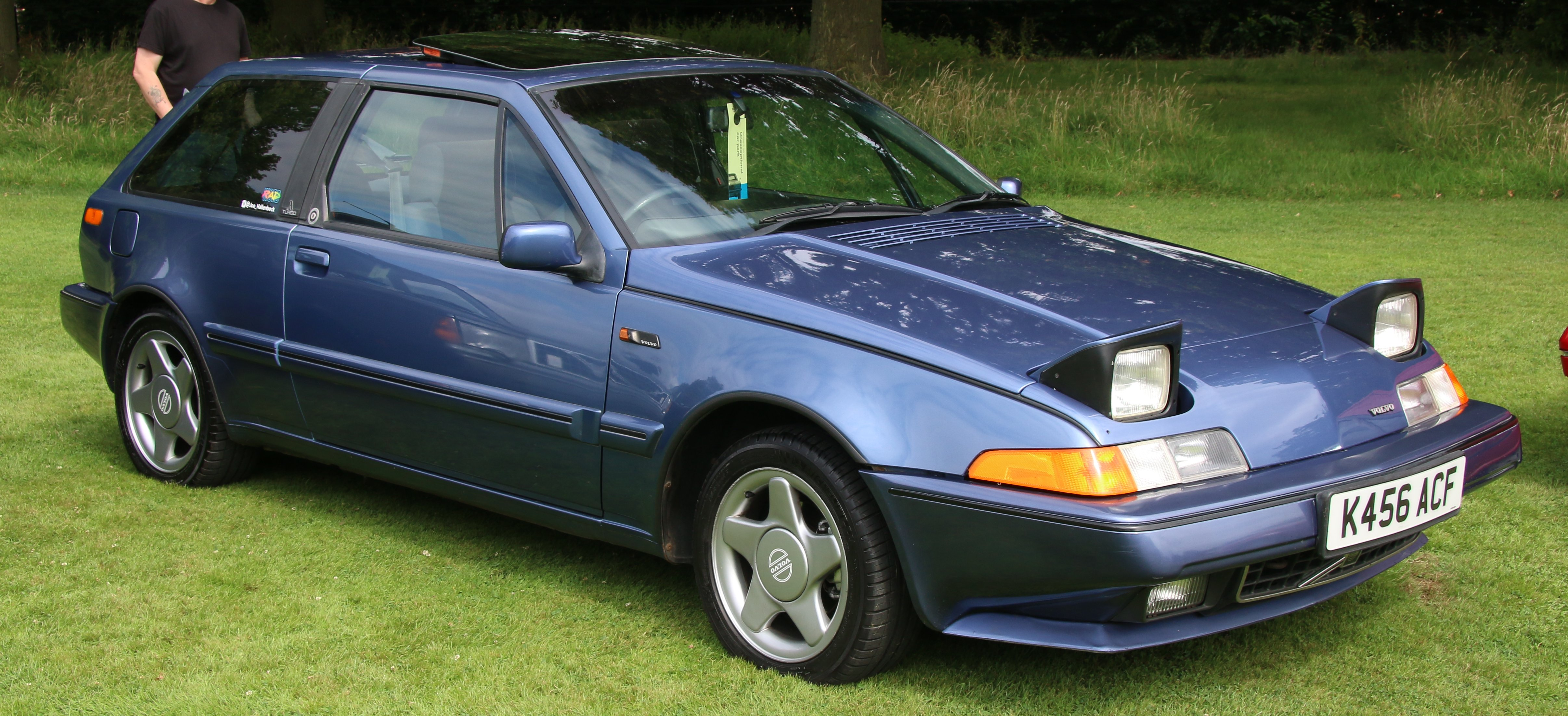
1992년식 볼보 480
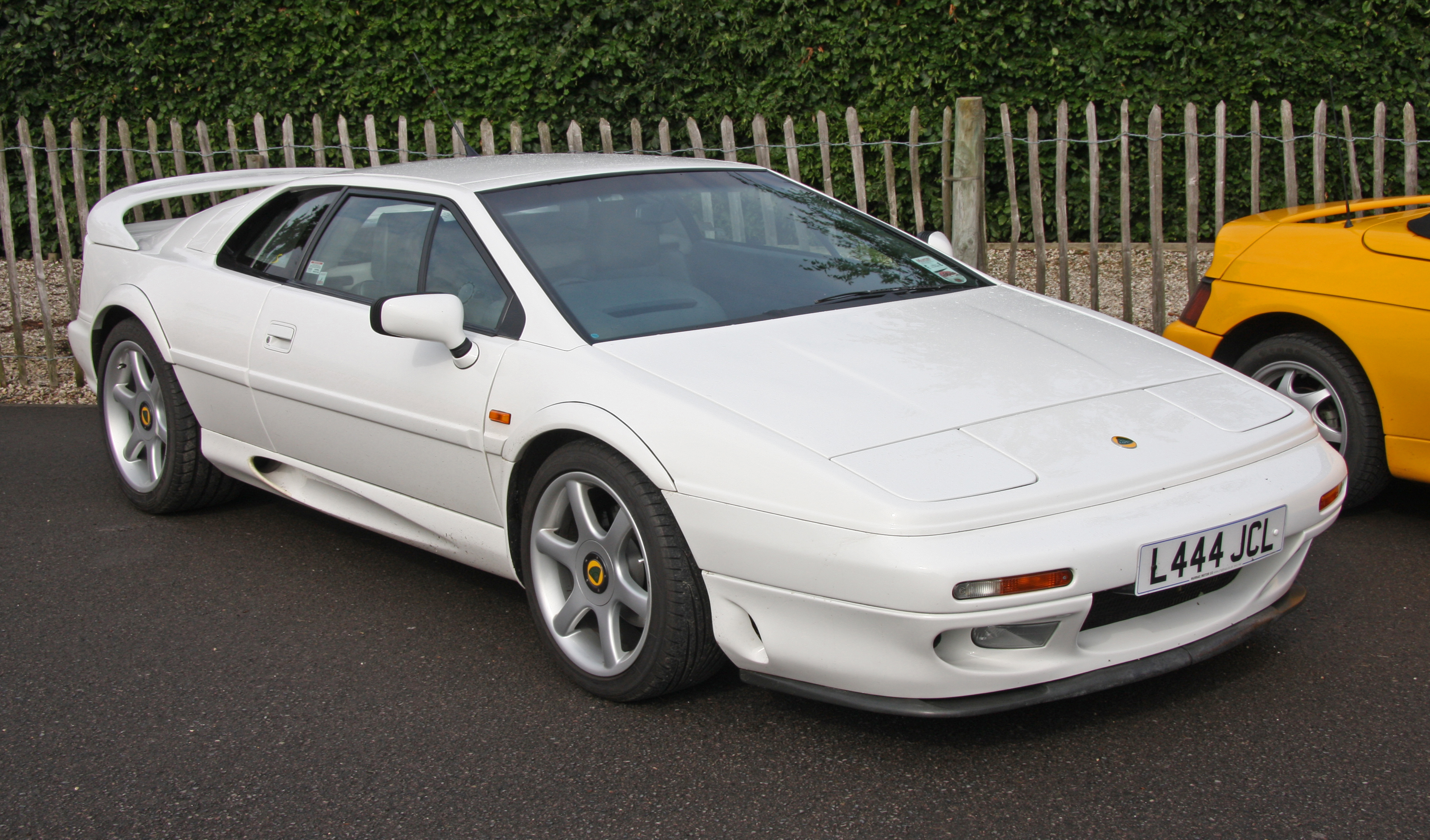
1995년식 로터스 에스프리
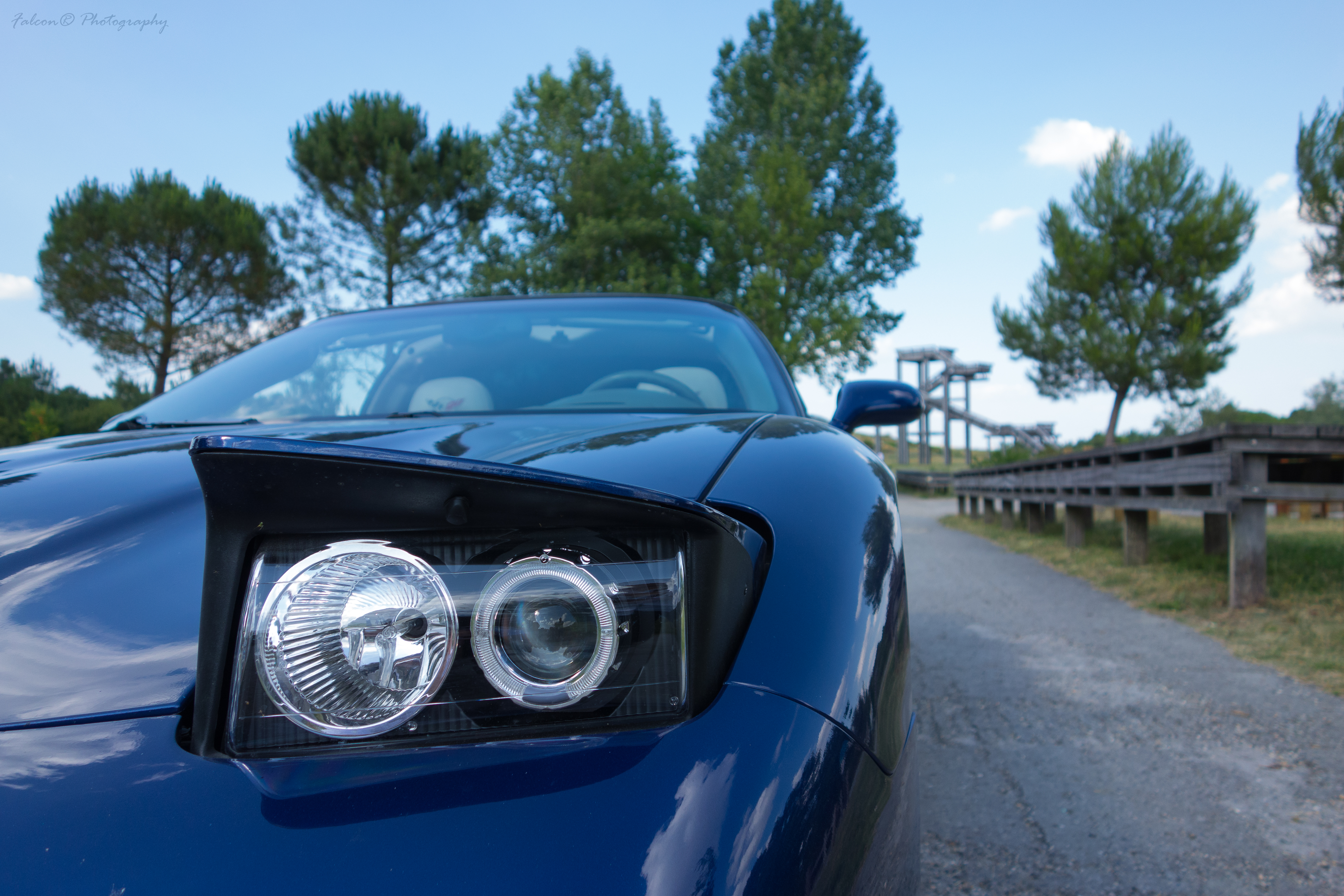
2004년식 쉐보레 콜벳

## 같이 보기
- 주간주행등
- 히든 헤드램프를 장착한 차량 목록